# タニケッラ・バラニ
タニケッラ・バラニ（Tanikella Bharani、1954年7月14日 - ）は、インドのテルグ語映画で活動する俳優、映画監督、脚本家、詩人。テルグ語映画を中心にタミル語映画、カンナダ語映画、ヒンディー語映画など750本以上の映画に関わり、ナンディ賞を3回受賞している。

## 人物
タニケッラ家は詩人やテルグ文学者を輩出した家柄であり、ディワーカルラ・ヴェンカータヴァダーニとヴィシュワナータ・サティヤナーラーヤナは大叔父、ディヴァカルラ・ティルパティ・サストリーは曾祖父に当たる。バラニはテルグ語の他にタミル語、ヒンディー語、英語が話せる。

## キャリア
1970年代から舞台俳優として活動を始め、この間にテルグ俳優ララパリと出会い、彼の助けを借りて脚本家としても活動を始めた。後にアーンドラ大学で舞台芸術の学位を取得し、ララパリの助言を得てチェンナイに活動の拠点を移した。
1984年に『Kanchu Kavacham』で映画脚本家デビューし、『Ladies Tailor』『Siva』などで劇中の台詞を手掛けた。『Gundammagaari Manavadu』では作詞も担当している。1990年にはラーム・ゴーパール・ヴァルマの『Shiva』でアッキネーニ・ナーガールジュナと共演した。同作のヒットにより、バラニはテルグ語圏での知名度を上げた。1999年には『Main Tere Pyar Mein Pagal』で主演を務め、『Samudram』ではナンディ賞 悪役賞を受賞した。2000年代には『Manmadhudu』『Okariki Okaru』『Samba』『Malliswari』『Godavari』『Happy』などに出演した。
2012年に『Mithunam』で監督を務め、S・P・バーラスブラマニアムとラクシュミーが主演を務めた。同作ではCineMAA賞 審査員選出監督賞を受賞した。アルバム「Nee Lona Shivudu Galudu, Na Lona Shivudu Galadu」では7つの歌を作詞している。

## 受賞歴
- ナンディ賞 悪役賞（英語版）：『Samudram』
- ナンディ賞 性格俳優賞（英語版）：『Nuvvu Nenu』
- ナンディ賞 台詞賞（英語版）：『Mithunam』
- CineMAA賞 審査員選出監督賞（英語版）：『Mithunam』